# Gabriel Peñalba
Gabriel Martín Peñalba (ur. 23 września 1984 w Quilmes) – argentyński piłkarz pochodzenia włoskiego występujący na pozycji środkowego pomocnika, obecnie zawodnik hiszpańskiego UD Las Palmas.

## Kariera klubowa
Peñalba pochodzi z miejscowości Quilmes w aglomeracji stołecznego Buenos Aires i jest wychowankiem tamtejszego zespołu Quilmes Atlético Club. Do seniorskiej drużyny został włączony przez szkoleniowca Gustavo Alfaro i w argentyńskiej Primera División zadebiutował 6 marca 2005 w wygranym 3:1 spotkaniu z Huracánem de Tres Arroyos. Szybko został jednym z ważniejszych graczy zespołu, który walczył jednak wyłącznie o utrzymanie w lidze. Po upływie ponad roku został wypożyczony do włoskiego Cagliari Calcio, w tamtejszej Serie A debiutując 28 stycznia 2007 w przegranej 0:2 konfrontacji z Regginą. Podczas swojego pobytu we Włoszech pełnił jednak rolę głębokiego rezerwowego, notując zaledwie trzy ligowe występy, i uplasował się z Cagliari na ostatnim bezpiecznym, siedemnastym miejscu w tabeli. Bezpośrednio po tym powrócił do ojczyzny, podpisując umowę ze stołecznym Argentinos Juniors, w którego barwach strzelił pierwszego gola w pierwszej lidze, 20 października 2007 w wygranym 1:0 meczu z Racing Clubem. Ogółem w barwach Argentinos spędził dwa lata bez większych sukcesów jako podstawowy gracz.
Latem 2009 Peñalba za sumę 1,5 miliona euro przeniósł się francuskiego FC Lorient. W Ligue 1 zadebiutował 22 sierpnia 2009 w przegranym 0:2 pojedynku z AS Monaco, jednak nie potrafił sobie wywalczyć miejsca w wyjściowym składzie i po zajęciu z Lorient siódmego miejsca w rozgrywkach, na zasadzie rocznego wypożyczenia powrócił do ojczyzny, gdzie zasilił Estudiantes La Plata. Tam w jesiennym sezonie Apertura 2010 wywalczył pierwsze w swojej karierze mistrzostwo Argentyny, będąc wyłącznie rezerwowym ekipy prowadzonej przez Alejandro Sabellę. Po powrocie do Lorient jego sytuacja nie uległa zmianie – w zespole Christiana Gourcuffa mógł liczyć wyłącznie na sporadyczne występy, wobec czego w styczniu 2012 po raz drugi w karierze został graczem Argentinos Juniors. Tam grał rok, nie odnosząc poważniejszych osiągnięć i był wyłącznie głębokim rezerwowym, zmagając się z poważnymi kłopotami zdrowotnymi (zespół Guillaina-Barrégo).
W styczniu 2013 Peñalba został zawodnikiem stołecznego Club Atlético Tigre, gdzie zdołał w pewien sposób odbudować swoją karierę – mimo przeciętnych wyników drużyny on sam przez większość czasu był kluczowym zawodnikiem linii pomocy. Po upływie dwóch lat wyjechał do Meksyku, przenosząc się do tamtejszego zespołu Tiburones Rojos de Veracruz. W tamtejszej Liga MX zadebiutował 9 stycznia 2015 w wygranym 2:1 spotkaniu z Santosem Laguna i z miejsca osiągnął niepodważalną pozycję w wyjściowym składzie. Premierowego gola w lidze meksykańskiej strzelił 31 października tego samego roku w zremisowanej 1:1 konfrontacji z Cruz Azul, z rzutu karnego. W wiosennym sezonie Clausura 2016 wywalczył natomiast z Veracruz puchar Meksyku – Copa MX.
| Sezon     | Klub                        | Kraj      | Rozgrywki        | Mecze | Bramki |
| --------- | --------------------------- | --------- | ---------------- | ----- | ------ |
| 2005/2006 | Quilmes AC                  | Argentyna | Primera División | 32    | 0      |
| 2006/2007 | Cagliari Calcio             | Włochy    | Serie A          | 3     | 0      |
| 2007/2008 | Argentinos Juniors          | Argentyna | Primera División | 30    | 3      |
| 2008/2009 | Argentinos Juniors          | Argentyna | Primera División | 25    | 2      |
| 2009/2010 | FC Lorient                  | Francja   | Ligue 1          | 8     | 0      |
| 2010/2011 | Estudiantes La Plata        | Argentyna | Primera División | 10    | 0      |
| 2011/2012 | FC Lorient                  | Francja   | Ligue 1          | 4     | 0      |
| 2011/2012 | Argentinos Juniors          | Argentyna | Primera División | 5     | 0      |
| 2012/2013 | Argentinos Juniors          | Argentyna | Primera División | 4     | 0      |
| 2012/2013 | CA Tigre                    | Argentyna | Primera División | 18    | 1      |
| 2013/2014 | CA Tigre                    | Argentyna | Primera División | 30    | 0      |
| 2014      | CA Tigre                    | Argentyna | Primera División | 17    | 2      |
| 2014/2015 | Tiburones Rojos de Veracruz | Meksyk    | Liga MX          | 19    | 0      |
| 2015/2016 | Tiburones Rojos de Veracruz | Meksyk    | Liga MX          | 31    | 4      |
| 2016/2017 | Tiburones Rojos de Veracruz | Meksyk    | Liga MX          | 15    | 0      |
| 2016/2017 | Cruz Azul                   | Meksyk    | Liga MX          | 16    | 0      |
| 2017/2018 | Cruz Azul                   | Meksyk    | Liga MX          | 17    | 0      |
| 2017/2018 | UD Las Palmas               | Hiszpania | Primera División | 7     | 0      |
| 2018/2019 | UD Las Palmas               | Hiszpania | Segunda División | 13    | 0      |